# گل کاغذی (فیلم)
گل کاغذی (به هندی: Kaagaz Ke Phool) فیلمی محصول سال ۱۹۵۹ و به کارگردانی گورو دات است. در این فیلم بازیگرانی همچون گورو دات، وحیده رحمان، کوماری ناز، محمود علی، جانی واکر ایفای نقش کرده‌اند.